# Merzweiler
Merzweiler ist eine Ortsgemeinde im Landkreis Kusel in Rheinland-Pfalz. Sie gehört der Verbandsgemeinde Lauterecken-Wolfstein an.

## Geographie
Merzweiler liegt am Jeckenbach in der Westpfalz zwischen dem Pfälzerwald und dem Hunsrück. Im Westen befindet sich Langweiler, im Norden Hoppstädten, im Nordosten Kappeln und südöstlich liegt Grumbach.

## Geschichte
1756 wurde in der Nähe des Ortes der Grundriss eines Tempels mit einer Mars-Statue gefunden.
In Merzweiler lebten die Großeltern des Räubers Johannes Bückler (1777–1803), genannt Schinderhannes. Der Großvater Otto Philipp Bückler wurde um 1709 in Hilscheid im Idarwald bei Thalfang geboren, arbeitete als Scharfrichter und Wasenmeister und starb 1777 in Merzweiler. Die Großmutter Maria Magdalena Riemenschneider (1738–1770) stammte aus Merzweiler. Johannes Bückler (1758–1803), der Vater des Schinderhannes, kam in Merzweiler zur Welt.
1816 kam der Ort zum Fürstentum Lichtenberg, einer neugeschaffenen Exklave des Herzogtums Sachsen-Coburg-Saalfeld beziehungsweise ab 1826 des Herzogtums Sachsen-Coburg und Gotha. Mit diesem fiel er 1834 an Preußen, das aus diesem Gebiet den Landkreis Sankt Wendel schuf. Nach der Abtrennung des Hauptteils an das neugeschaffene Saargebiet entstand 1920 der Restkreis Sankt Wendel-Baumholder, zu dem der Ort bis 1937 gehörte, als er in den Landkreis Birkenfeld eingegliedert wurde. 1969 wurde er in den Landkreis Kusel umgegliedert.

## Politik

### Bürgermeister
Klaudia Schneider ist seit 2014 Ortsbürgermeisterin von Merzweiler.

## Wirtschaft und Infrastruktur
Im Südwesten verläuft die Bundesstraße 270. In Lauterecken ist ein Bahnhof der Lautertalbahn.